# 20041 Gainor
20041 Gainor è un asteroide della fascia principale. Scoperto nel 1992, presenta un'orbita caratterizzata da un semiasse maggiore pari a 2,591522 UA e da un'eccentricità di 0,190564, inclinata di 13,804150° rispetto all'eclittica. Ha un diametro di 5,167 km e un periodo di rotazione di 2,6205 ore.